# كزافييه رودس
كزافييه رودس (بالإنجليزية: Xavier Rhodes)‏ هو لاعب كرة قدم أمريكية أمريكي، ولد في 19 يونيو 1990 في ميامي في الولايات المتحدة.

## وصلات خارجية
- كزافييه رودس على موقع إي إس بي إن.كوم (أن.أف.أل)3
- كزافييه رودس على موقع مرجع كرة القدم المحترفة.كوم (الإنجليزية)
- كزافييه رودس على موقع كلية كرة القدم في سبورتس رفرنس.كوم (الإنجليزية)